# Air Command and Staff College
Das Air Command and Staff College (ACSC) ist eine Ausbildungseinrichtung der United States Air Force mit Sitz auf der Maxwell-Gunter Air Force Base nahe der Stadt Montgomery im US-Bundesstaat Alabama.

## Aufgabe und Lehrgang
Das College führt über eine Dauer von derzeit 10 Monaten die Aus- und Weiterbildung der angehenden Stabsoffiziere der US-Luftstreitkräfte sowie in Teilen auch der erst 2019 aufgestellten United States Space Force durch, es ist also vergleichbar mit der Führungsakademie der Bundeswehr und dem dort durchgeführten Basislehrgang Stabsoffiziere. Es untersteht der Air University am gleichen Standort und damit indirekt dem Air Education and Training Command auf der in Texas gelegenen Randolph Air Force Base. Der Lehrgang beginnt jeweils im August eines und endet im Juni des darauffolgenden Jahres.
Das Curriculum umfasst derzeit eine vorgeschaltete Phase mit einer Einführung in die Planung von Luftkriegsoperationen („Joint Air Operations Planning“), gefolgt von vier Theorieblöcken:
- Foundations of Military Theory (Grundlagen der Militärtheorie)
- Airpower Strategy & Operations (Luftkampfstrategie und -operationen)
- Leadership and the Profession of Arms I (Führung und Selbstverständnis I)
- International Security (Internationale Sicherheitspolitik)

Das hierbei erworbene Wissen wird in einer zweiten Phase angewandt und durch die Unterrichte
- Contemporary and Emerging Warfare (Aktuelle und zukünftige Kriegsführung)
- Leadership and the Profession of Arms II (Führung und Selbstverständnis II)
- Leadership in Command (Führung für Kommandeure)
- Joint Campaigning (Feldzug im (Streitkräfte-)Verbund)

erweitert und durch ein Planspiel („Wargame“) abgeschlossen. Zusätzlich werden Wahlkurse („Electives“) belegt, die in die Themenbereiche „Militär und angewandte Kunst und Wissenschaft“, „Führung und Kultur“, „Internationale Beziehungen und strategischer Wettbewerb“, „Cyberraum“ und „Weltraum“ fallen. Die Teilnehmer erwerben bei erfolgreicher Teilnahme einen Master of Military Operational Art and Science.
Angehörige der anderen US-Streitkräfte können ebenfalls den Lehrgang absolvieren und nach dem Abschluss zum Major beziehungsweise Lieutenant Commander ernannt werden.

## Geschichte
Das Air Command and Staff College wurde 1931 als Air Corps Tactical School auf dem zu dieser Zeit als Maxwell Field bezeichneten Standort nahe Montgomery aufgestellt. Mit der Ausgliederung der United States Army Air Forces aus den Landstreitkräften und der gleichzeitigen Aufstellung der United States Air Force entstand das heutige College. Die aktuelle Bezeichnung trägt das College seit 1962.
Das College wird von einem Colonel als Commandant geführt, der einen Stellvertreter (Vice Commandant) im gleichen Dienstgrad hat. Für das Curriculum verantwortlich ist ein Dean of Education, ebenfalls im Dienstgrad Colonel. Zudem gibt es einen für die Belange der Teilnehmer verantwortlichen Dean of Students.